# Tigre d'Indochine
Panthera tigris corbetti
Sous-espèce
Répartition géographique
Statut CITES
Statut de conservation UICN

 EN C2a(i) : En danger
 2011 
Le tigre d’Indochine (Panthera tigris corbetti) est une sous-espèce de tigre qui vit en Birmanie, en Thaïlande, au Laos, au Cambodge, au Vietnam et dans le sud-ouest de la Chine et qui a été classée parmi les espèces menacées par l’Union internationale pour la conservation de la nature.
Son statut est peu connu, mais son récent déclin est très préoccupant: aucun tigre d'Indochine n'a été repéré au Cambodge entre 2007 et 2016 ; aucun tigre d’Indochine n’a officiellement été vu en Chine depuis 2007 et il semblerait que le dernier spécimen qui s’y trouvait ait été tué puis mangé par un homme qui a été condamné en 2009 à douze ans de prison pour avoir commis ce crime etc.
Il est appelé Panthera tigris corbetti ou tigre de Corbett en l’honneur de Jim Corbett.
Les tigres de la Malaisie péninsulaire, autrefois considérés comme des tigres d’Indochine, ont récemment été tenus pour une sous-espèce distincte, le tigre de Malaisie (Panthera tigris jacksoni).

## Caractéristiques
Les mâles mesurent de 2,55 à 2,85 mètres de long (quelque 2,74 en moyenne) et pèsent de 150 à 195 kilogrammes (environ 181 en moyenne). Leur crâne mesure de 31,9 à 36,5 centimètres de long. Les individus les plus imposants peuvent peser jusqu’à 227 kilogrammes.
Les femelles mesurent de 2,30 à 2,55 mètres de long et pèsent de 100 à 130 kilogrammes. Leur crâne mesure de 27,5 à 31,1 centimètres de long. Leur longueur moyenne est de 2,44 mètres ; et leur poids moyen est de 115 kilogrammes.

## Habitat
Les tigres d’Indochine vivent dans les forêts retirées de terrains vallonnés ou montagneux, dont la plupart se situent le long des frontières nationales. L’accès à ces zones est fréquemment limité, et les biologistes ont obtenu ces derniers temps des permis limités pour y effectuer des études sur le terrain. C’est pour cette raison que l’on connaît relativement peu de choses sur la situation de ces grands félins dans leur milieu naturel. Les femelles donnent naissance à des portées de deux ou trois tigreaux.

## Régime alimentaire
Les tigres d’Indochine chassent principalement des ongulés  sauvages de  moyenne et grande taille. Le sambar, le porc sauvage, le saro et de grands bovins tels que le banteng et le jeune gaur composent la grande partie de leur régime alimentaire. Cependant, dans la majeure partie de l’Asie du Sud-Est, la chasse illégale a sérieusement dépeuplé les grandes populations animales, conduisant ainsi audit « syndrome de la forêt vide » : une forêt apparemment intacte, mais où la majeure partie de la faune a été éliminée,. Le kouprey est peut-être éteint, le cerf de Schomburgk est donné pour éteint, et le cerf d’Eld, le cerf cochon et le buffle d’eau ne sont plus que des reliques. Dans de tels habitats, les tigres sont forcés de vivre de petites proies, telles que le muntjac, le porc-épic, le macaque et le balisaur (blaireau asiatique). Mais les petites proies ne suffisent pas à sustenter un grand carnivore comme le tigre, et cela complique sa reproduction. Avec le braconnage des tigres pour la médecine traditionnelle chinoise, c'est le principal facteur qui explique le déclin du tigre d’Indochine dans toute son aire de répartition.

## Population et menaces
D’après les estimations gouvernementales des populations de tigres nationales, il resterait environ 350 individus de cette sous-espèce au total. En 2021, on en compte seulement 220 individus. Plus de la moitié de la population se trouve dans le complexe forestier de l’Ouest (en) de la Thaïlande, plus particulièrement dans le sanctuaire de faune de Huai Kha Khaeng et le sanctuaire de faune de Thung Yai voisin (40 tigres en 2007 ; entre 103 et 131 tigres en 2020 ; entre 179 et 223 tigres en 2024),. Toutes les populations existantes sont sérieusement menacées par le braconnage, la raréfaction des proies due au braconnage des cervidés et des porcs sauvages, la fragmentation écopaysagère et la consanguinité. En 2009, le dernier tigre d’Indochine de Chine connu a été tué puis mangé par des habitants du village de Xian de Mengla.
Pendant la guerre du Vietnam, entre 1964 et 1973, de nombreux Tigres furent tués lors des bombardements au Napalm, et d'autres, par les tirs d'artillerie.   
Au Vietnam, quasiment les trois quarts des tigres tués ont servi à approvisionner les pharmacies chinoises. Les habitants souffrant de la pauvreté voient dans le tigre une ressource financière.
Il sera difficile d’augmenter le nombre de tigres  tant que les habitants ne considéreront pas qu’un tigre a plus de valeur vivant que mort. Certains commencent à s’en rendre compte et espèrent se servir du tigre pour développer l’écotourisme.